# Aegidienkloster (Braunschweig)

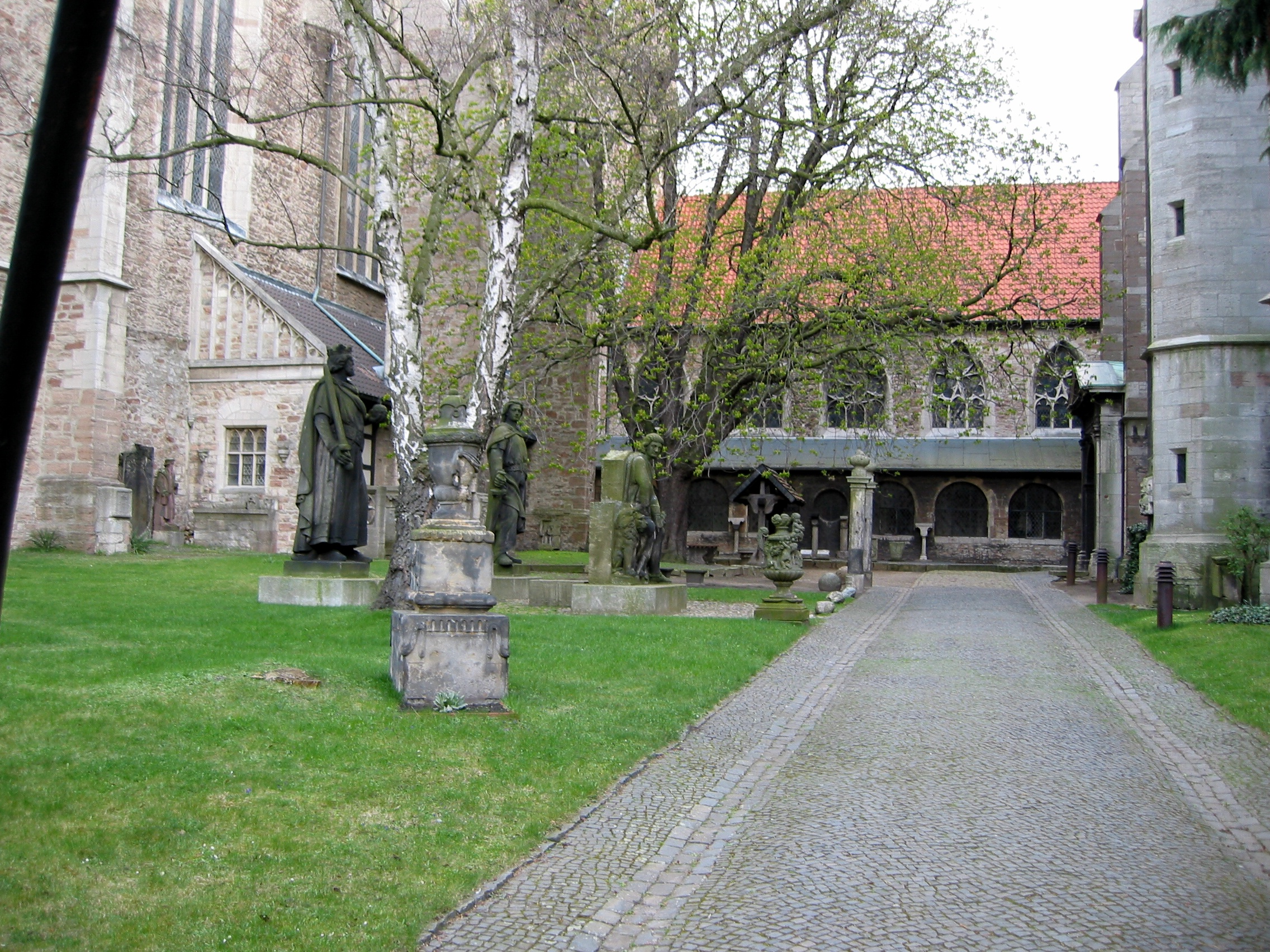
Blick auf das Konventsgebäude sowie den ehemaligen Innenhof

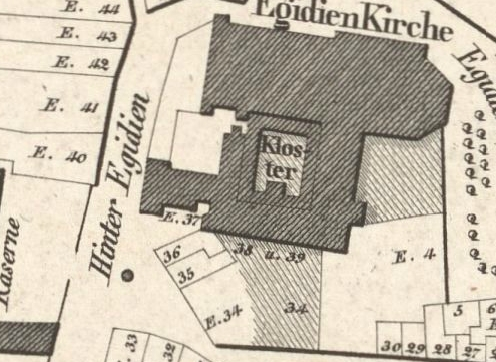
Plan des Aegidienklosters und der angrenzenden Ägidienhalle (Aegidienkirche) 1829

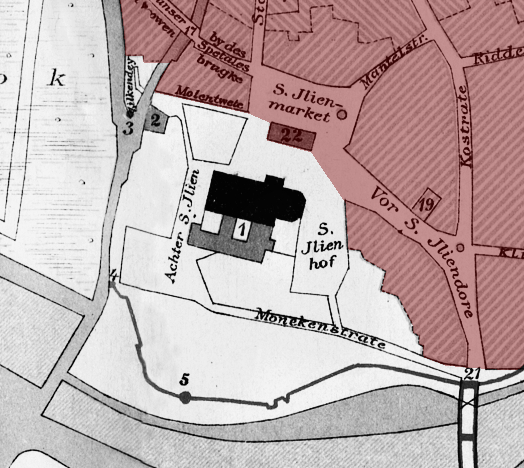
Die Klosterfreiheit um 1400

Das Aegidienkloster in Braunschweig war ursprünglich ein Benediktinerkloster und wurde im 12. Jahrhundert gegründet. Es besaß seinen eigenen Bezirk mit Sonderrechten, der Klosterfreiheit oder Aegidienfreiheit genannt wurde. Die Klosterfreiheit war dem Stadtrecht entzogen und unterstand direkt dem Landesherrn. Die Benediktiner nutzten es bis zur Reformation, danach wechselte die Nutzung der Räume mehrmals. Heute befindet sich in den verbliebenen Räumlichkeiten eine Außenstelle des Braunschweigischen Landesmuseums. Es befindet sich an der Straße „Hinter Ägidien“.

## Architektur
Die neben der Aegidienkirche erhaltenen Teile des Klosters, ein Teil des Kreuzgangs und die Konventsräume, zählen zu den ältesten Bauten Braunschweigs und sind Baudenkmale. Diese mittelalterlichen Zeugnisse weisen romanische und gotische Bauelemente auf. Neben dem Klausurbereich gehörten auch Klostergärten, ein Wirtschaftshof und ein Friedhof zur Anlage, diese haben sich jedoch nicht erhalten.

## Geschichte
Das Benediktinerkloster wurde 1115 durch die brunonische Markgräfin Gertrud die Jüngere von Braunschweig († 1117) gegründet und war zunächst der heiligen Maria geweiht. Später wurde es dem heiligen Ägidius geweiht. Das Kloster erhielt die Reliquien des heiligen Auctors, die 1113 nach Braunschweig kamen. Der heilige Auctor wurde 1200 zum Stadtheiligen und Schutzpatron der Stadt Braunschweig. Das Kloster wurde auf dem Köpfeberg (der später Ägidienberg genannt wurde) südwestlich des Dorfes Bruneswiek (Altewiek) errichtet. Als Teil des Klosters wurde eine romanische Kirche erbaut. 1134 nahm Kaiser Lothar III. (1075–1137) das Aegidienkloster in seinen Schutz. Die Vogtei ließ er durch Ministerialen auf der Burg Dankwarderode verwalten. 1179 bestätigte Papst Alexander III. (1100/1105–1181) die Güter des Aegidienklosters, dazu zählten die Magnikirche sowie die Nicolaikapelle und St. Ägidien in Rautheim. Mönche des Aegidienklosters in Braunschweig gründeten das Benediktinerkloster in Lübeck und von dort aus später das Benediktinerkloster Wismar. 1278 fand der Neubau der Klosterkirche von St. Aegidien statt, nachdem sie und das Kloster bei einem Großbrand zerstört wurden. 1478 fand die Schlussweihe der Kirche statt.
Das Kloster hatte eine große Bedeutung, was zahlreiche bischöfliche und päpstliche Dokumente belegen. Im Kloster sind diverse historisch bedeutende Bücher und Zeugnisse entstanden und verwahrt worden. In dem Buch Legenden und Geschichten des Klosters St. Aegidien des Abtes Berthold Meier wurde um 1457 die erste Stadtansicht Braunschweigs veröffentlicht. Nach der Auflösung des Klosters wurden diese Klosterbestände auf Bibliotheken, Museen und Archive verteilt. Zudem verwahrte das Kloster eine Reliquie des Blutes Christi.

### Reformation
Einige der Benediktinermönche zählten zu den ersten Anhängern Luthers. In der Frühphase der Reformation wirkte der Benediktinermönch Gottschalk Kruse (um 1499 – um 1540) in Braunschweig und hielt Predigten und biblische Vorlesungen im Aegidienkloster. Somit förderte er die Ausbreitung des evangelischen Glaubens in Braunschweig, musste jedoch auf Drängen des Herzogs Heinrich d. J. (1489–1568) die Stadt im März 1523 verlassen. Er hatte sich während seines Studiums in Wittenberg der lutherischen Lehre zugewandt.
Nachdem die Benediktinermönche das Kloster während der Reformation 1528 verließen und das Benediktinerkloster 1543 aufgehoben wurde, nutzten es zunächst Zisterzienserinnen. 1615 siedelte ein lutherischer Jungfrauenkonvent von St. Leonhard in das Aegidienkloster über. Dieses evangelische Stift nannte sich fortan Aegidienstift. St. Leonhard war zuvor bei der Belagerung der Stadt verwüstet worden.

### Profanierung
Am 8. Dezember 1811 fand der letzte Gottesdienst in der Aegidienkirche statt, die zuletzt als Garnisonkirche genutzt wurde. Sie wurde daraufhin profaniert und als Ägidienhalle u. a. als Konzerthalle genutzt. 1821 lebten im Kloster eine Vorsteherin (Domina), ein Propst und elf Konventualinnen. 1832 erfolgte der Umbau der Klostergebäude in ein Gefängnis. Bis dahin nutzte man die umgebaute Augusttorwache. Der Innenhof diente als Hinrichtungsstätte. Am 1. Oktober 1840 wurde das Aegidienklostergefängnis zur Landesstrafanstalt erweitert. Um den dafür benötigten Platz zu schaffen, wurde der Jungfrauenkonvent von St. Aegidien in die Domkurie in der Kleinen Burg überführt. Die Gebäude wurden bis 1867 als Gefängnis genutzt. Von 1884 bis 1885 wurde auf dem Rennelberg eine neue Strafanstalt errichtet.
Die zahlreichen Umbauten und die Abrissarbeiten am Kloster sorgten dafür, dass sich bis heute nur noch der östliche Kreuzgangflügel mit drei angrenzenden Räumen (Klausurbereich) erhalten hat. Ein Rundbogenfenster, das beim Abriss ausgebaut wurde, wurde Anfang des 20. Jahrhunderts in die umgebaute Kreuzkirche in Lehndorf eingebaut.
1902 zog das Vaterländische Museum (das heutige Braunschweigische Landesmuseum) in die noch vorhandenen Klosterräume ein, zudem nutzte es die Ägidienhalle (die ehemalige Klosterkirche) und das angrenzende ehemalige Evangelische Vereinshaus. Das Aegidienkloster wurde restauriert. Der Chor des von 1902 bis 1903 abgebrochenen Paulinerklosters am Bohlweg aus dem 15. Jahrhundert wurde hier wieder aufgebaut, um dem Museum mehr Raum zu bieten. Am 25. April 1906 erfolgte unter Beisein des Regenten Prinz Albrecht von Preußen die Einweihung der neuen Räume des Vaterländischen Museums.

### Heutige Nutzung
Nach dem Zweiten Weltkrieg wurde die Aegidienkirche der katholischen Gemeinde als Gottesdienstraum überlassen und stand somit dem Museum nicht mehr zur Verfügung. Die Klosterräume und der Paulinerchor waren kriegsbedingt beschädigt und mussten instand gesetzt werden. Die Arbeiten waren Ende der 1950er Jahre abgeschlossen und ließen während dessen nur kleine Ausstellungen zu. Mit einer neuen Dauerausstellung wurde das Museum 1960 wieder gänzlich der Öffentlichkeit übergeben. Nach dem Umzug des Braunschweigischen Landesmuseums in das Vieweghaus am Burgplatz wurde der Gebäudekomplex um das Kloster als Ausstellungszentrum genutzt. Neben einer Ausstellung über jüdische Kultur und Geschichte mit einem Synagogenraum fanden wechselnde Ausstellungen statt. Seit 2012 befindet sich hier neben dem Jüdischen Museum eine Ausstellung zu den Klosterräumen.
Wegen der Sanierung des Kloster- und Museumsgebäudes wurde es am 11. August 2014 geschlossen und wird voraussichtlich im Frühjahr 2015 wieder öffentlich zugänglich sein.